# Балка Осиковата (притока Самоткані)
Балка Осиковата — балка (річка) в Україні у Верхньодніпровському районі Дніпропетровської області. Права притока річки Самоткані (басейн Дніпра).

## Опис
Довжина балки приблизно 7,74 км, найкоротша відстань між витоком і гирлом — 7,11 км, коефіцієнт звивистості річки — 1,09. Формується декількома струмками та загатами. На деяких ділянках балка пересихає.

## Розташування
Бере початок у селі Петрівка. Тече переважно на північний схід через село Матюченкове і в селі Боровківка впадає в річку Самоткань, праву притоку річки Дніпра.

## Цікаві факти
- Біля витоку бадки на південній стороні на відстані приблизно 972 м пролягає залізнична дорога[3].
- У XX столітті на балці існували молочно, -вівце-тваринні ферми (МТФ, ВТФ), газгольдери та газові свердловини[2], а у XIX столітті — декілька вітряних млинів[1].